# Construction d'un télescope d'amateur

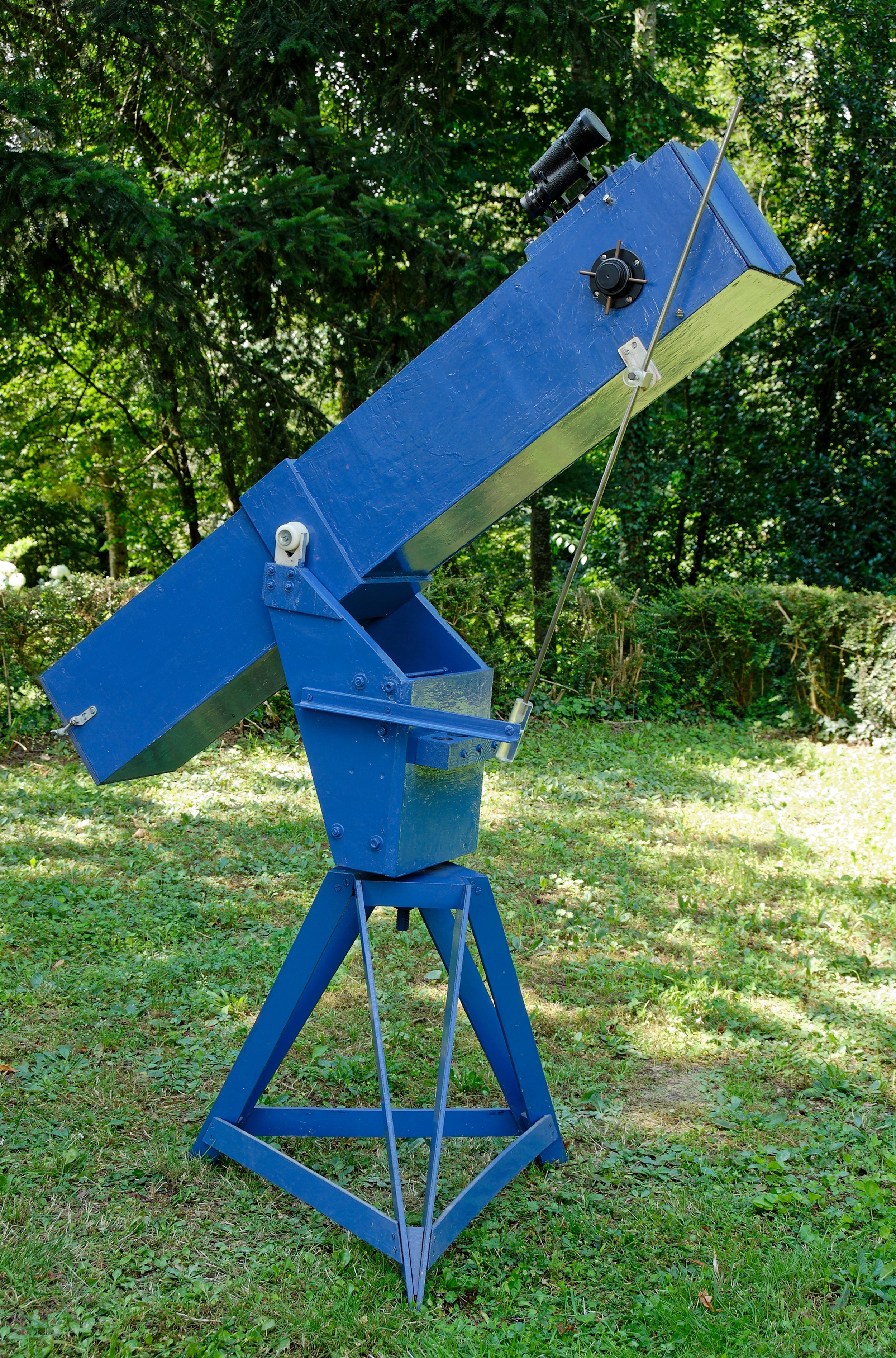
Télescope de 180mm réalisé selon les plans de Jean Texereau, monture azimutale André Couder

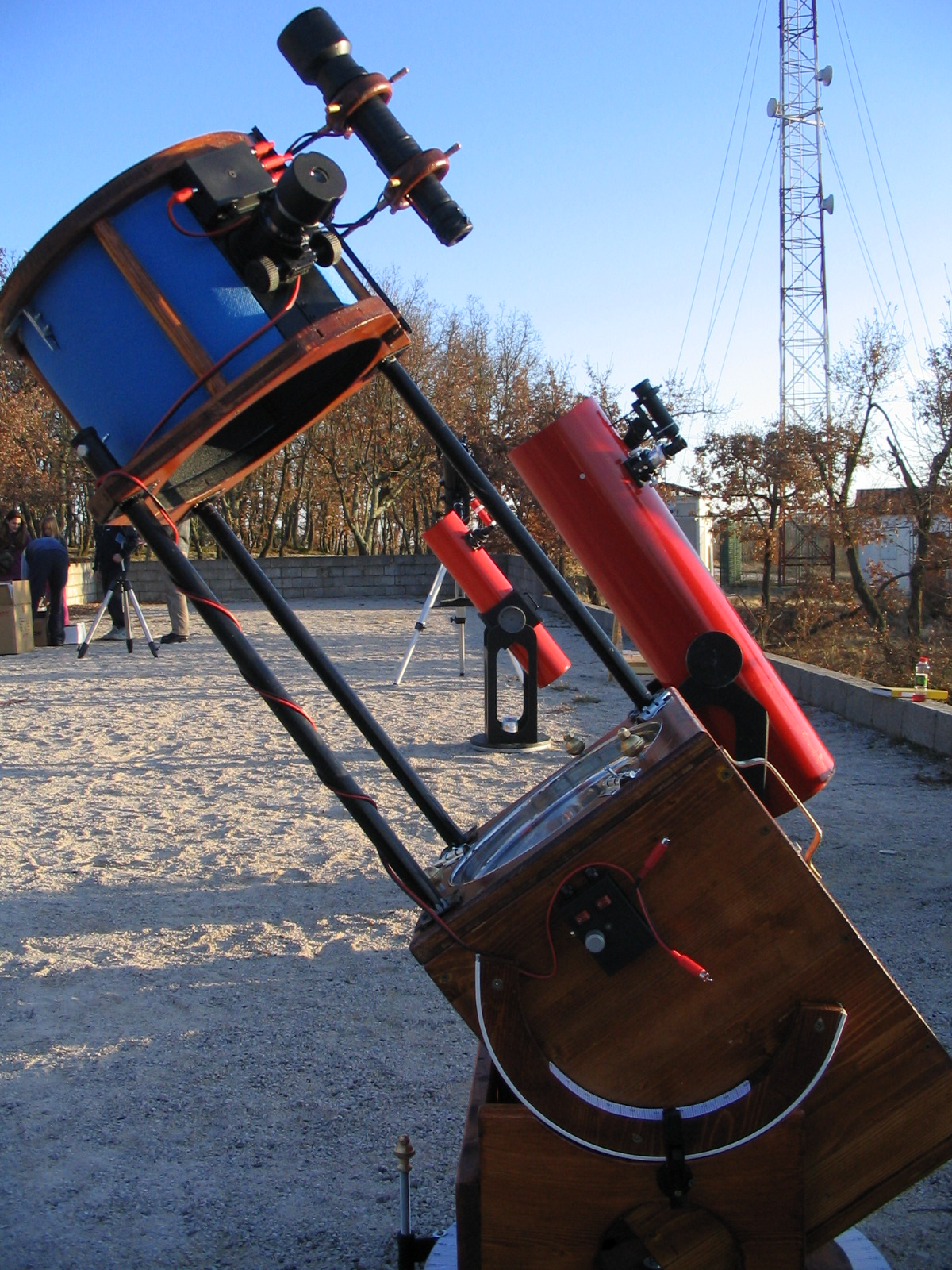
Télescope de Dobson

La construction d'un télescope d'amateur est une activité de loisir mettant en œuvre diverses techniques.
Elle consiste à étudier, réaliser et assembler tout ou partie des éléments optiques, mécaniques, voire électroniques qui constituent l'appareil - télescope, lunette, spectrographe, etc.- qui équipe un observatoire amateur.
Le télescope selon la formule optique proposée par Isaac Newton, reste le modèle le plus accessible.
Quelques amateurs très expérimentés réalisent cependant des dispositifs selon d'autres formules : chambre de Schmidt, coronographe, etc.

## Historique
En France, historiquement, la fabrication amateur rencontra une grande vogue au milieu du XXe siècle en raison de la pénurie et du coût des matériels importés.
Un ouvrage essentiel pour les amateurs francophones fut l'ouvrage La Construction du télescope d'amateur proposé par Jean Texereau aux membres de la Société astronomique de France dans les années 1950.
À partir de la fin des années 1960, apparurent dans le commerce, des matériels américains et japonais accessibles financièrement, lesquels portèrent un coup à ces fabrications pour amateur, excepté pour des puristes de haut niveau.
À partir du milieu des années 1980, la formule proposée par John Dobson relança la fabrication amateur. 

## Les sous-ensembles fabriqués
Dans la formule de Newton, le miroir parabolique reste la pièce principale dont la réalisation longue et minutieuse mettra souvent la patience de l'amateur à l'épreuve.
Seront exploitées les techniques de rodage, de polissage, de mesure des résultats.
La phase ultime d'aluminure sera souvent, dans l'état actuel des techniques disponibles, laissée à un professionnel.
Une autre pièce optique importante dans le télescope de Newton est le miroir plan encore plus délicat à réaliser, et surtout à tester, que le miroir parabolique, contrairement aux idées reçues.
Les éléments mécaniques de structure ont exploité chronologiquement le bois, les matières plastiques, et même, au début des années 2000, le carbone sous diverses formes.
L'amateur sera amené à étudier la structure mécanique qu'il souhaite : qualité et dimensionnement du tube de l'instrument, type et performance de la monture à mettre en œuvre selon les buts poursuivis (visuel ou photo, par exemple).
La motorisation de l'ensemble mettra en œuvre de la micro mécanique et des techniques de courants faibles (engrenages, moteurs, etc.).

## Résultats obtenus
L'amateur qui réalise lui-même son instrument poursuit généralement plusieurs buts : obtenir un instrument plus proche de son idéal, ne l'ayant pas trouvé dans le commerce ; développer son habileté manuelle pour construire, ajuster, régler l'instrument ;
obtenir à moindre coût financier, mais en y passant son temps de loisir, un instrument plus performant que ceux proposés par le marché.
De diamètre maximum 200 mm au milieu des années 1960, les réalisations les plus audacieuses du début des années 2000 atteignent le mètre.